# Даніелян Еліна Юріївна
Еліна Юріївна Даніелян (вірм. Էլինա Դանիելյան; нар. 16 серпня 1978, Баку, Азербайджанська РСР) — вірменська шахістка, гросмейстер (2010). 
Шестиразова чемпіонка Вірменії (1993, 1994, 1999, 2002, 2003, 2004), переможниця командного чемпіонату Європи (2003), призерка індивідуального чемпіонату Європи (2011).
Її рейтинг станом на березень 2020 року — 2407 (57-ме місце у світі, 1-ше — серед шахісток Вірменії).

## Життєпис
Еліну Данієлян навчив грати в шахи батько, коли їй було 5 років. У сім років вона почала займатися в шаховій секції під керівництвом Рафаела Саркісова.
1988 року через початок Карабаського конфлікту родина Еліни Данієлян була змушена переїхати з Баку до Єревана, де вона продовжила тренуватися у шаховій школі імені Тиграна Петросяна під керівництвом Овіка Халікяна. Уже в 15 років уперше стала чемпіонкою Вірменії, а в 16 років отримала звання гросмейстера серед жінок.
З 1992 входить до складу жіночої збірної Вірменії з шахів. 2003 року, граючи на першій шахівниці, привела збірну Вірменії до перемоги на командному чемпіонаті Європи, а в 2007 році до бронзових медалей цього турніру.
2006 року в складі єреванського клубу «Міка» стала переможницею клубного чемпіонату Європи.
В 2008 році одружилася з голландським шахістом Олександром Ван Пелтом, переїхала до Гронінгена, але продовжила виступати за Вірменію.

## Нагороди
- Медаль «За заслуги перед Вітчизною» 1-о ступеня (16.10.2011)[1]

## Зміни рейтингу
| На цьому місці має відображатися графік чи діаграма, однак з технічних причин його відображення наразі вимкнено. Будь ласка, не видаляйте код, який викликає це повідомлення. Розробники вже працюють для того, щоби відновити штатне функціонування цього графіка або діаграми. | |
| | На цьому місці має відображатися графік чи діаграма, однак з технічних причин його відображення наразі вимкнено. Будь ласка, не видаляйте код, який викликає це повідомлення. Розробники вже працюють для того, щоби відновити штатне функціонування цього графіка або діаграми. |